# 加藤秀次郎
加藤 秀次郎（かとう ひでじろう、1902年3月7日 - 1977年8月29日）は、日本の文学者。関西学院高等商業学部教授、同学院第8代院長（1956年から1958年まで）などを歴任した。専門は、アメリカ文学。
北海道函館市出身。1921年（大正10年）慶應義塾商工学校卒業。1929年（昭和4年）6月、米国オーバリン大学卒。1930年（昭和5年）4月、関西学院高等商業学部専任講師に就任し、1931年（昭和6年）4月に同学部教授に昇任。1938年（昭和13年）4月から同学院商経学部講師を兼任、1947年（昭和22年）5月から関西学院専門学校高等商業学部部長となり、1949年（昭和25年）4月同学院短大科長、1933年（昭和29年）に短大学長に就任。1956年から1958年まで同学院院長を務めた。